# 拉斯克 (怀俄明州)
拉斯克（英語：Lusk）是美国怀俄明州的城鎮，也是奈厄布拉勒郡的縣治所在地。该鎮的人口在2000年为1,447人，2010年有1,567，2020年则有1,541人。